# Централноафричка шимпанза
Централноафричка шимпанза (Pan troglodytes troglodytes) је подврста обичне шимпанзе, врсте примата (Primates) из породице великих човеколиких мајмуна (Hominidae). 

## Распрострањење
Подврста је присутна у Анголи, Габону, ДР Конгу, Екваторијалној Гвинеји, Камеруну, Републици Конго и Централноафричкој Републици.

## Станиште
Централноафричка шимпанза има станиште на копну.

## Угроженост
Ова подврста се сматра угроженом.

### Популациони тренд
Популација ове подврсте се смањује, судећи по расположивим подацима.